# Organització territorial de Sri Lanka

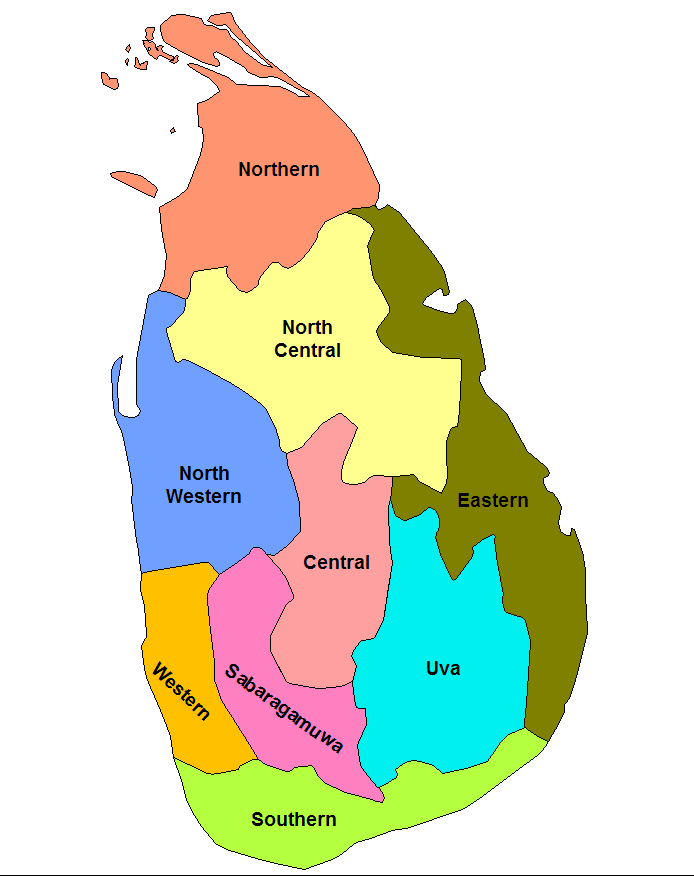
Distribució en el mapa de les províncies de Sri Lanka

L'organització territorial de Sri Lanka manté la divisió en nou províncies de finals del segle xix, malgrat algunes variacions temporals que es van produir arran dels aixecaments tàmils, que controlaven l'anomenat Tamil Eelam.
Cada província compta amb un Consell Provincial que l'administra.

## Províncies de Sri Lanka
| Província        | Capital      | Superfície (km²) | Població (hab) | Densitat (hab/km²) |
| ---------------- | ------------ | ---------------- | -------------- | ------------------ |
| Central          | Kandy        | 5.674            | 2.423.966      | 435                |
| Est              | Trincomalee  | 9.996            | 1.419.602*     | 152                |
| Nord             | Jaffna       | 8.884            | 1.040.963*     | 117                |
| Central del Nord | Anuradhapura | 10.472           | 1.104.677      | 105                |
| Nord-oest        | Kurunegala   | 7.888            | 2.169.892      | 275                |
| Oest             | Colombo      | 3.684            | 5.381.197      | 1.461              |
| Sabaragamuwa     | Ratnapura    | 4.948            | 1.801.331      | 364                |
| Sud              | Galle        | 5.544            | 2.278.271      | 411                |
| Uva              | Badulla      | 8.500            | 1.177.358      | 139                |

Les dades de població corresponen al cens de 2002 i, per tant, les dades marcades amb asterisc (*) són estimacions perquè corresponen als territoris controlats en aquells moments pels rebels tàmils.